# Trapper Creek Wilderness
La Trapper Creek Wilderness est une petite aire sauvage de 24 km2 située au sud de l’État de Washington au nord-ouest des États-Unis et plus précisément à l'intérieur de la forêt nationale de Gifford Pinchot.
La réserve couvre presque l'entièreté du bassin hydrographique du Trapper Creek, un seul ruisseau préservé utilisé par des poissons anadromes provenant du bassin de la rivière Wind River. La zone est très vallonnée et dispose de nombreux petits cours d'eau et cascades. La zone est couverte d'une forêt primaire.
Le Wapiti de Roosevelt (Cervus elaphus roosevelti) est présent dans la zone. Au sommet de l'Observation Peak, il est possible d'apercevoir les monts Hood, Adams, Rainier et Saint Helens.